# Cuttyhunk
Cuttyhunk est une île faisant partie des Elizabeth Islands, le long de la côte de l'état du Massachusetts aux États-Unis.
Elle a été occupée à partir de 1602, ce qui en fait une des premières implantations en Nouvelle-Angleterre. C'est l'île la plus à l'ouest de l'archipel, regroupant la majorité de sa population, 52 personnes lors du recensement de 2000.